# O. Max Gardner
Oliver Max Gardner, född 22 mars 1882 i Shelby, North Carolina, död 6 februari 1947 i New York, var en amerikansk politiker (demokrat). Han var guvernör i North Carolina 1929–1933. Gardner var dessutom en betydande politisk boss i North Carolina, speciellt under 1930-talet.
Gardner förlorade demokraternas primärval inför guvernörsvalet 1920 mot Cameron A. Morrison. Hans motståndare åtnjöt stöd från Furnifold McLendel Simmons, rasistledaren som styrde politiken i North Carolina under en lång tid. Efter förlusten började Gardner samla sina stödtrupper i syfte att skapa sin egen organisation. Under tiden stödde han Simmons kandidat Angus Wilton McLean i guvernörsvalet 1924 i utbyte mot stöd från Simmons i valet fyra år senare. Gardner var framgångsrik och vann guvernörsvalet 1928 utan motstånd från andra demokrater. Gardner fick inte ställa upp för omval i guvernörsvalet 1932 och då fortsatte han att styra i egenskap av politisk boss.
Gardner valde John C.B. Ehringhaus till sin efterträdare. Styrkan i hans organisation mättes i demokraternas primärval 1932 då Ehringhaus vann, om än med knapp marginal. I guvernörsvalet 1936 stödde Gardner sin svåger Clyde R. Hoey. Precis som Ehringhaus fyra år tidigare, även Hoey vann valet.
Gardner var biträdande finansminister 1946–1947. Harry S. Truman utnämnde honom till ambassadör i Storbritannien men Gardner avled innan han hann anlända i London.
Gardner var baptist och medlem i Odd Fellows. Hans grav finns på Sunset Cemetery i Shelby.